# مایکل آریس
مایکل ویلینکورت آریس (۲۷ مارس ۱۹۴۶–۲۷ مارس ۱۹۹۹) مورخی بود که دربارهٔ فرهنگ و تاریخ بوتان، تبت و هیمالیا می‌نوشت و سخنرانی می‌کرد. وی شوهر آنگ سان سوچی، مشاور سابق دولت میانمار بود.

## زندگی
آریس در هاوانا، کوبا متولد شد. مادر او، ژوزت آریس (خواننده وایلانکورت)، دختر سفیر کانادا بود و پدر انگلیسی او، جان آریس، افسر شورای انگلیس بود.
آریس پس از تحصیل در مدرسه ورث در ساسکس و پس از اتمام دوره تحصیلات خود در تاریخ نوین در انجمن سنت کوتثبرت، دانشگاه دورام در سال ۱۹۶۷، شش سال را به عنوان مربی خصوصی فرزندان خانواده سلطنتی هیمالیا بوتان گذراند.
در سال ۱۹۷۶، آریس به دانشگاه آکسفورد نقل مکان کرد و یک عضو ارشد تحقیق و عضو هیئت علمی دانشگاه در کالج سنت جان شد. در سال ۱۹۷۸، دکترای خود را به دست آورد. در ادبیات تبتی از دانشگاه لندن. بعداً در کالج سنت آنتونی، آکسفورد، یکی از محققان ارشد مرکز پژوهش آسیایی شد. وی در سالهای پایانی قبل از مرگ خود به ایجاد یک مرکز تخصصی مطالعات تبتی و هیمالیا در آکسفورد کمک کرد.
برادر دوقلوی همسان مایکل آریس ، آنتونی آریس، به همین ترتیب محقق مطالعات تبتی شد و انتشارات سریندیا را گشایش کرد تا در ارائه تاریخ و فرهنگ تبتی به مخاطبان نوین تمرکز کند.

## آنگ سان سوچی
در سال ۱۹۷۲، آریس با آنگ سان سوچی که با او در دانشگاه ملاقات کرده بود ازدواج کرد. آنها در یک مراسم بودایی ازدواج کردند. آنها پس از گذراندن یک سال در بوتان، در آکسفورد شمالی اقامت گزیدند و در آنجا دو پسر خود، الکساندر آریس و کیم آریس را بزرگ کردند. در این مدت، وی تحصیلات تکمیلی را در دانشکده مطالعات شرقی و آفریقایی، دانشگاه لندن انجام داد و در سال ۱۹۷۸ دکترای ادبیات تبت را به دست آورد. در سال ۱۹۸۸، آنگ سان سوچی ابتدا برای مراقبت از مادرش به برمه بازگشت اما بعداً رهبری جنبش دموکراسی خواهی در این کشور را بر عهده گرفت.
در سال ۱۹۹۷، آریس مبتلا به سرطان پروستات تشخیص داده شد که بعداً مشخص شد ترمینال است. چندین کشور، افراد و سازمانهای برجسته، از جمله دولت ایالات متحده، دبیرکل سازمان ملل، کوفی عنان و پاپ ژان پل دوم، با مراجعه به مقامات برمه خواستار ویزای دکتر آریس شدند. دولت برمه به وی ویزای سفر به برمه را نمی‌دهد و می‌گوید که آنها از نظر مراقبت از او امکاناتی ندارند و در عوض از آنگ سان سوچی خواست تا برای ملاقات با وی از کشور خارج شود. او در آن زمان موقتاً از حبس خانگی آزاد بود اما مایل به عزیمت نبود، زیرا ترس نداشت در صورت عدم ورود مجدد، از ورود به وی منصرف شود، زیرا به اطمینان جنتا مبنی بر بازگشت خود اطمینان نداشت.
پس از سال ۱۹۸۹، زمانی که همسرش برای نخستین بار در حصر خانگی قرار گرفت و تا زمان مرگ در سال ۱۹۹۹، وی تنها ۵ بار او را دیده بود، آخرین بار برای کریسمس در سال ۱۹۹۵ بود.

## مرگ
آریس در ۵۳ سالگی در سال ۱۹۹۹ در آکسفورد بر اثر سرطان پروستات درگذشت.